# Grun-Bordas
Grun-Bordas é uma comuna francesa na região administrativa da Nova Aquitânia, no departamento Dordonha. Estende-se por uma área de 12,69 km². Em 2010 a comuna tinha 239 habitantes (densidade: 18,8 hab./km²).